# 科爾齊鄉

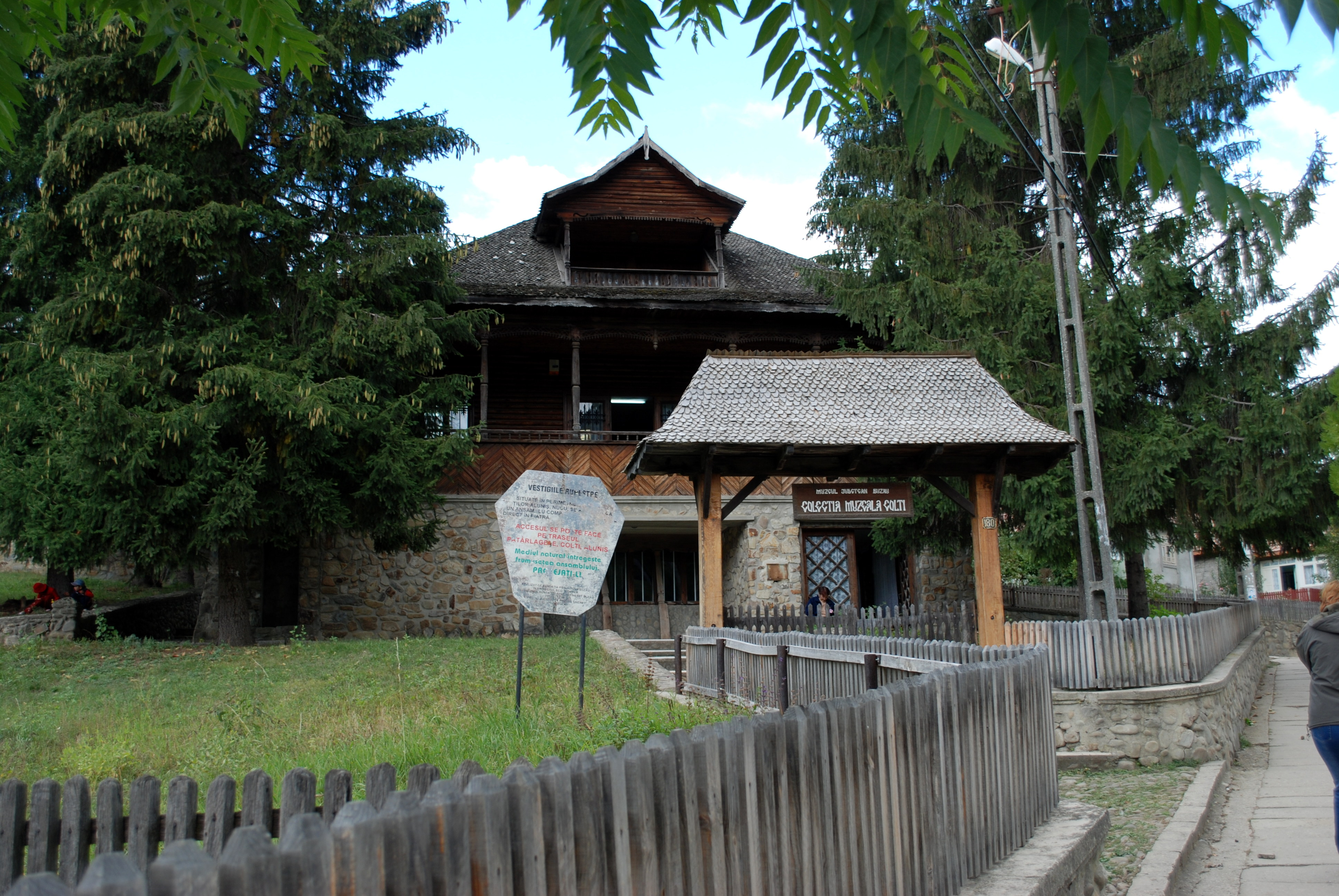

45°37′N 26°39′E / 45.617°N 26.650°E
科爾齊鄉（羅馬尼亞語：Comuna Colți, Buzău），是羅馬尼亞的鄉份，位於該國東南部，由布澤烏縣負責管轄，面積35平方公里，海拔高度565米，2007年人口1,249，人口密度每平方公里36人。